# Kurt Hermann Rosenberg

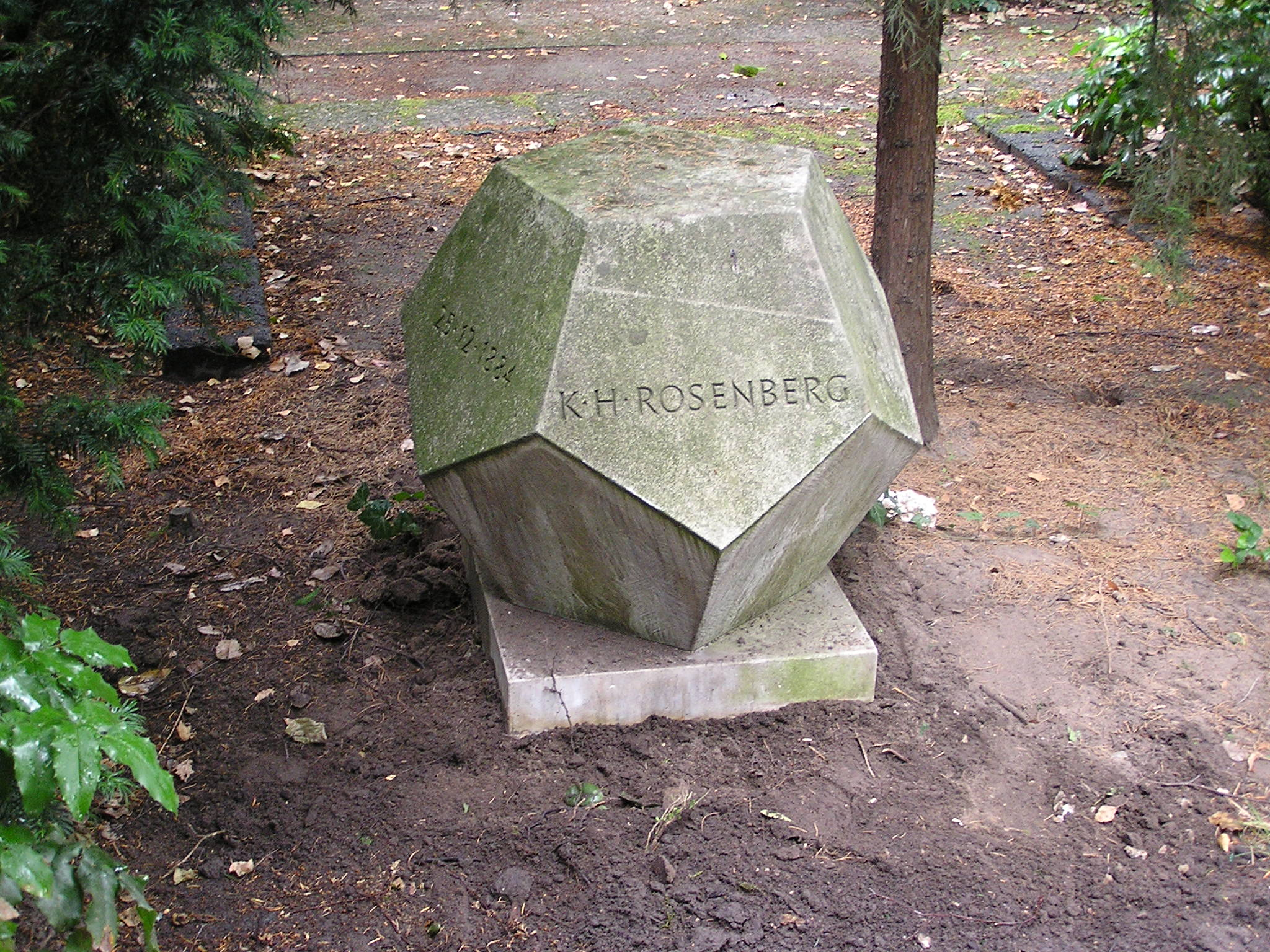
Grab Kurt Hermann Rosenbergs

Kurt Hermann Rosenberg (* 25. Dezember 1884 in Berlin; † 8. November 1975 ebenda) war ein deutscher Maler, Metallbildhauer und Emailkünstler.

## Leben
Rosenberg war der Sohn eines Kaufmanns. Zunächst sollte er das Papiergeschäft seines Vaters fortführen. Nach einer Ausbildung zum Buchbinder schrieb sich Rosenberg 1903 an der Königlichen Akademischen Hochschule für die bildenden Künste in Charlottenburg bei Berlin ein. Dort wurde er Schüler von Eugen Spiro und Georg Koch. In Düsseldorf ließ er sich von Lothar von Kunowski, den er als seinen wichtigsten Lehrer bezeichnete, unterweisen. Er unternahm Studienreisen in den Norden Deutschlands, wo er bei Handwerkern Unterkunft nahm, sowie Reisen in Italien, nach Dalmatien, Paris und in die Schweiz. Mit seiner Frau Else gründete er eine Familie. Sie hatten eine Tochter Christiane (* 1913), die Journalistin wurde, und einen Sohn Johannes (* 1916), der eine künstlerische Laufbahn einschlug. 1916 verpflichtete man Rosenberg für einen kriegswichtigen Betrieb, nachdem er als wehruntauglich eingestuft worden war.
Nach dem Ersten Weltkrieg wurde Rosenberg Mitglied der Novembergruppe. 1920 baute er mit César Klein an Kulissen für Robert Wienes expressionistischen Stummfilm Genuine. Als die Inflation ihn um das ererbte Vermögen gebracht hatte, eröffnete er 1922 eine Werkstatt für Email. Dort gefertigte Arbeiten erweckten das Interesse von Kunstfreunden und fanden Aufnahme in Museen in Dresden, Leipzig, Stuttgart, Berlin und Chicago. Von 1925 bis 1933 lehrte er an den Kunstwerkstätten von Albert Reimann. In dieser Zeit entstanden Bauplastiken für Objekte in Berlin, Bremen, Düsseldorf und Fürstenwalde. Seine Arbeiten waren auch auf dem Luftschiff Hindenburg LZ 129 vertreten. 
In der Zeit des Nationalsozialismus hatte er faktisches Berufsverbot. Er wich auf das Gebiet der Wandmalerei aus, wobei er eine Technik entwickelte, die er als „Kunstintarsie“ bezeichnete und als solche patentierte. Bei einem Luftangriff im Jahr 1944 zerstörte eine Luftmine seine Berliner Wohnung samt Atelier. Außer einer Kollektion von rund 5000 Reproduktionen von Bildern, Plastiken und Handwerksgut wurde alles zerstört. Mit seiner Familie zog er daher nach Wernigerode. Hier wurde er Mitglied einer Künstlerkolonie. 1947 erfolgte die Berufung als Lehrer für Emailkunst an die Berliner Hochschule. Dort erhielt er 1955 – kurz vor der Emeritierung stehend – die Professur.
Von 1959 bis 1964 leitete er zusammen mit seiner Frau die Villa Romana in Florenz, nachdem sein Berliner Kollege Karl Hartung ihn 1958 für diese Funktion vorgeschlagen hatte. 1965 kehrte er nach Berlin zurück.
Rosenbergs Grabstätte befand sich auf dem I. Städtischen Friedhof Eisackstraße in Berlin-Schöneberg.